# 클라미디아균류
클라미디아균류(-菌類)는 클라미디아균문(Chlamydiae) 또는 의원체문(衣原體門)에 속하는 통성 세포내 병원균이다. 많은 클라미디아균류가 특정 숙주 안에서 자각 증상이 없는 상태로 존재하며, 이들 숙주가 이 종들에게 자연 저장소를 제공하는 것으로 널리 믿고 있다. 알려진 모든 클라미디아균류는 진핵생물 숙주 세포만을 감염시킴으로써 성장한다. 다수의 바이러스보다 작거나 매우 작다. 클라미디아균류는 숙주 세포 안쪽에 복제를 하며, 그렇기 때문에 세포내(intracellular) 병원균이라는 명칭이 붙는다. 대다수는 세포내 클라미디아균류가 체강 또는 액포 내에 들어가 자리잡는다. 세포 바깥에서는 세포외 감염 형태로만 살아간다. 클라미디아균류는 오로지 숙주 세포가 성장할 때만 성장 가능하다. 그러므로 클라미디아균류는 의학실험실의 세균 배지(배양액)에서 번식시킬 수 없다.

## 하위 과
- Chlamydiaceae
- Parachlamydiaceae
- Simkaniaceae
- Waddliaceae